# Iglesia del Santísimo Redentor

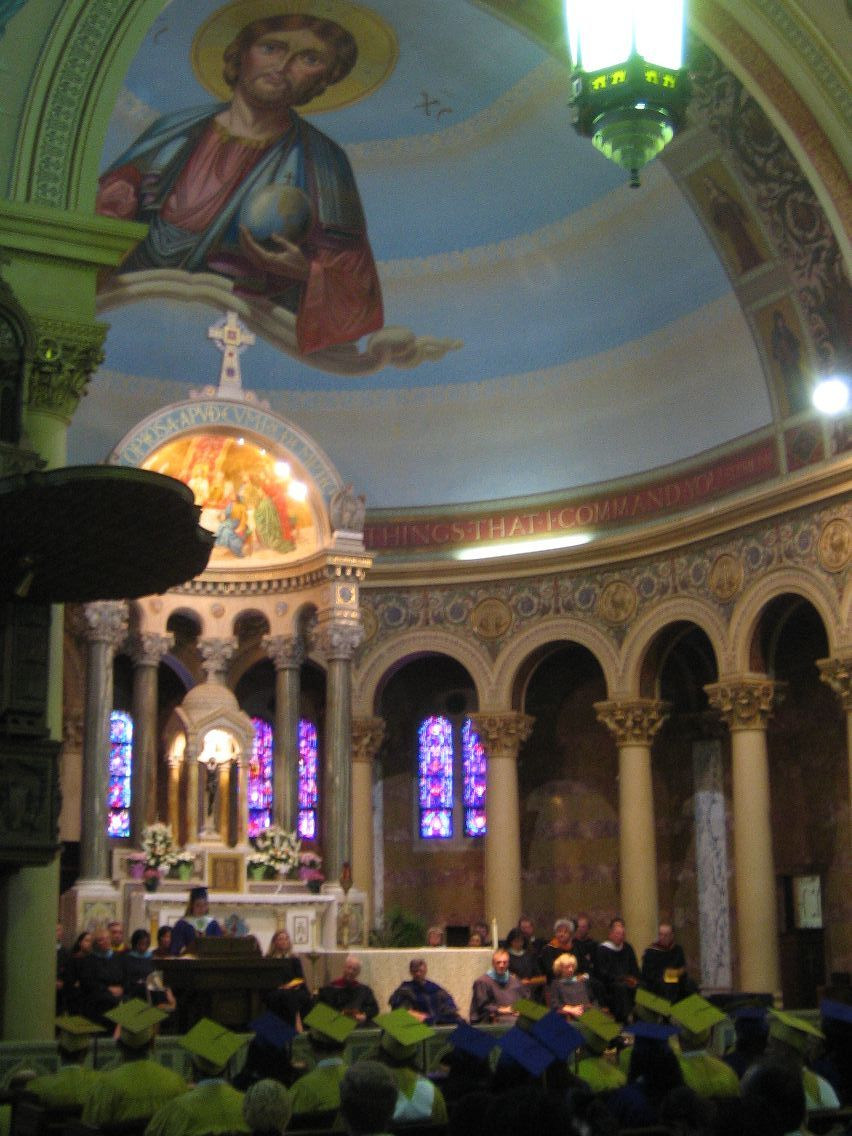
Altar mayor de la iglesia.

La Iglesia del Santísimo Redentor (en inglés, Most Holy Redeemer Church) está ubicada en 1721 Junction Street en el suroeste de Detroit,  Míchigan, dentro del Distrito Histórico de West Vernor-Junction. La iglesia fue una vez estimada como la parroquia católica más grande de América del Norte.  El distrito histórico de West Vernor-Junction se encuentra junto a Mexicantown y contiene una comunidad mexicana en crecimiento y un vecindario resurgente.

## Historia
La parroquia fue fundada en 1880 por el padre redentorista Aegidius Smulders, un excapellán del Ejército Confederado. Inicialmente, la parroquia servía a una congregación predominantemente de inmigrantes irlandeses, muchos de los cuales trabajaban en las fábricas de tabaco. Los servicios se llevaron a cabo al principio, sobre la tienda general de Patrick Ratigan en West Jefferson Avenue y luego en lo que entonces se conocía como Paddy McMahon's Saloon. Los servicios se llevaron a cabo en el primer piso, mientras que el segundo sirvió como residencia para los sacerdotes.
El primer edificio, una estructura de madera diseñada por el hermano redentorista Thomas y conocida como la Pequeña Iglesia en Sand Hill, se dedicó en 1881. Una segunda iglesia más grande de estilo neogótico fue construida en 1896 durante el mandato del pastor Benedict Neithart.
Cuando los residentes irlandeses y alemanes se mudaron a los suburbios, las personas de ascendencia latinoamericana del área de Corktown en Detroit tomaron su lugar. En 1960 se instituyó una misa en español. En 1999, los redentoristas entregaron la parroquia a la Arquidiócesis de Detroit.
La escuela parroquial fue fundada por las Hermanas del Inmaculado Corazón de María en 1882. Las hermanas de la Sociedad de Nuestra Señora de la Santísima Trinidad (SOLT) llegaron en agosto de 2017 para trabajar en la escuela y servir a la parroquia. Los seminaristas de SOLT también residen en la parroquia, estudiando en el cercano Seminario Mayor del Sagrado Corazón.

## Arquitectura
Construida en 1921, la actual iglesia y fue dedicada el 1 de abril de 1923. Diseñada por la firma de Donaldson y Meier, fue construida en estilo basilical romano con fachada neorrománica. La iglesia tiene capacidad para 1.400 personas. Un campanario se construyó alrededor de 1924 en memoria de los feligreses que murieron en la Primera Guerra Mundial.
Las vidrieras de pasillo con doble lanceta fueron diseñadas por Charles Jay Connick. Los del pasillo sur representan las parábolas de Jesús, los del lado norte, los milagros. Las ventanas del triforio son obra de Detroit Stained Glass. La baldosa de mosaico Pewabic es de Mary Chase Perry Stratton.